# Vlasta Zorko
Vlasta Zorko (por.  Tihec), slovenska kiparka, * 27. maj 1934, Maribor.

## Življenje in delo
Vlasta (Vladimira) Zorko je bila rojena v Mariboru zakoncema Vinku, ki je bil po poklicu trgovec, in Ivanki, rojeni Lešnik. Imela je eno sestro.  
Med letom 1946 in 1953 je bila dijakinja Prve gimnazije Maribor in obiskovala kiparski krožek v mentorstvu profesorja in kiparja Gabrijela Kolbiča. V času študija kiparstva (1953-59) na Akademiji upodabljajočih umetnosti v Ljubljani (sedaj ALUO, Akademija likovnih umetnosti in oblikovanja) se je poročila s kiparjem Slavkom Tihcem. Leta 1958 sta se mlada zakonca vrnila v Maribor, kjer se jima je nekaj let kasneje rodil sin edinec. Leta 1959 je diplomirala pri profesorju Zdenku Kalinu. 
Kot študentka je bila pobudnica organiziranih študijskih potovanj in kasneje potovala širom sveta. Po diplomi se je izpopolnjevala na tujih akademijah. Od leta 1972 je nadaljevala svojo ustvarjalno pot kot svobodna umetnica. Udeležila se je več mednarodnih simpozijev. 
Njeno kiparstvo je motivno vezano predvsem na človeško figuro. Ustvarja v kamnu, betonu, kovini in drugih materialih. Izdelala je portrete številnih slovenskih kulturnih in znanstvenih osebnosti. Pomembna je spomeniška plastika momunetalne velikosti: Prežihov Voranc - Lovro Kuhar (1967, Voranc sedeč na klopi, v šolskem okolju na Gosposvetski cesti v Mariboru; bron), Svobodno Pohorje (1974, Gimnazija Miloša Zidanška oz. II. gimnazija Maribor; stenski relief), spomenik NOB (1976, Lenart v Slovenskih Goricah; beton) in druge. Spomeniki NOB imajo človeško motiviko. Za prenekatera njena dela velja, da z razsežnostjo, patetiko in likovno gostobesednostjo zakrivajo preprosto tragiko dogodkov, po katerih so nastala, in so tako v nasprotju z izročilom, ki nam je ostalo po njih.
Samostojno razstavlja v Sloveniji in tujini. V stalni zbirki Umetnostne galerije Maribor so njene plastike: Par, Dekle, Mara (1959), L. Pandur (1973), Žena II (1978), Zaljubljeni dekleti (1983) in druga.

## Javni spomeniki
Vlasta Zorko je prva kiparka v povojnem obdobju, ki se je v Sloveniji uveljavila s plastikami v javnem prostoru. Njena javna plastika prikazuje pomembne javne osebnosti in dogodke. V Mariboru ima v javnem prostoru 35 realizacij, še več kot deset pa v okoliških krajih. Gre za velike spomenike, ki so postavljeni v javni prostor in doprsne portrete postavljene v zunanji in notranji javni prostor. Njene javne skulpture so slogovno različne, od prevladujočega realizma, do abstraktnosti in primitivizma. Likovno obliko je usklajevala z etičnim sporočilom spomenika. Vlasta Zorko je v drugi polovici 20. stoletja izdelala največ skulptur, postavljenih v javni prostor in je upravičeno označena kot mariborska mestna kiparka. Med pomembnejša dela v javnem prostoru sodijo celopostavni spomenik Prežihovemu Vorancu (1965−1968) na Gosposvetski cesti pri OŠ Prežihov Voranc, spomenik Milošu Zidanšku (1970) pred II. gimnazijo Maribor, ki je nastal v okviru kiparskega simpozija Forma viva Maribor, spomenik NOB v Lenartu (1969–1976) spominski relief Pohorskim partizanom (1974–1975) na II. gimnaziji Maribor in celopostavni spomenik Rudolfu Maistru (1986–1987) pred Prvo gimnazijo Maribor.

## Portretna doprsja
Vlasta Zorko je izdelala večje število portretnih doprsij. Mnoga izmed njih, odlita v bron, so umeščena na javna mesta. Med njimi prevladujejo osebnosti iz obdobja druge svetovne vojne ter portreti gledaliških umetnikov v Mariboru. Brez izjeme gre za realistične portrete, za izdelavo katerih je Zorkova uporabila fotografije; tudi kadar je portretirala žive osebe, si je rada pomagala s fotoaparatom. Posebno pozornost velja posvetiti portretom gledaliških ustvarjalcev, ki jih je Vlasta Zorko ustvarila za avlo Slovenskega narodnega gledališča Maribor. Prenova avle je potekala med 1984 in 1987, Vlasta Zorko pa je za prostor v več letih izdelala več kot deset portretov zaslužnih gledališčnikov. V avli je na stenah na medeninaste podstavke nameščenih enajst bronastih portretov v naravni velikosti. Ob portretni plastiki v javnem prostoru, pa je kiparka veliko portretirala tudi po zasebnih naročilih mariborskih družin. Takrat je kipe oblikovala predvsem v glini, ki je bila žgana in včasih patinirana, nekaj jih je odlitih v mavec, redki pa v bron. Umetnostni zgodovinar Luc Menaše je na veliko razstavo portretov umetnikov in njihovih spremljevalcev uvrstil doprsni portret Milene Muhič (1962) ter celopostavno spomeniško upodobitev Prežihovega Voranca (1965−1968).